# Wymysły (Mrągowo)
Wymysły [vɨˈmɨswɨ] (deutsch Wymisly, 1938 bis 1945 Katzenbuckel) ist ein kleiner Ort in der polnischen Woiwodschaft Ermland-Masuren und gehört zur Gmina Mrągowo (Landgemeinde Sensburg) im Powiat Mrągowski (Kreis Sensburg).

## Geographische Lage
Wymysły liegt westlich des Flüsschens Deine (polnisch Dajna) zwischen den beiden Seen Katzensee (Jezioro Kot) und Czarna-See (Jezioro Czarne) inmitten der Woiwodschaft Ermland-Masuren, vier Kilometer nördlich der Kreisstadt Mrągowo (deutsch Sensburg).

## Geschichte
Der nach 1818 Wimisly, nach 1871 Wymysly und bis 1938 Wymisly genannte Ort galt bis 1945 als ein Vorwerk innerhalb der Landgemeinde Seehesten (polnisch Szestno), die zum Kreis Sensburg im Regierungsbezirk Gumbinnen (ab 1905: Regierungsbezirk Allenstein) in der preußischen Provinz Ostpreußen gehörte. 1867 waren hier 11, 1885 bereits 35 und 1905 noch 22 Einwohner gemeldet. Am 3. Juni (amtlich bestätigt am 16. Juli) 1938 wurde Wymisly in „Katzenbuckel“ umbenannt. Mit dem gesamten südlichen Ostpreußen wurde der Ort 1945 in Kriegsfolge an Polen überstellt und erhielt die polnische Namensform „Wymysły“. Heute ist er eine Ortschaft innerhalb der Gmina Mrągowo (Landgemeinde Sensburg) im Powiat Mrągowski (Kreis Sensburg), bis 1998 der Woiwodschaft Olsztyn (Allenstein), seither der Woiwodschaft Ermland-Masuren zugehörig.

## Kirche
Bis 1945 war Wymisly resp. Katzenbuckel in die evangelische Kirche Seehesten in der Kirchenprovinz Ostpreußen der Kirche der Altpreußischen Union sowie in die römisch-katholische Kirche St. Adalbert in Sensburg im damaligen Bistum Ermland eingepfarrt. Heute gehört Wymysły zur evangelischen Pfarrkirche in Mrągowo innerhalb der Diözese Masuren der Evangelisch-Augsburgischen Kirche in Polen sowie zur Pfarrkirche in Szestno im heutigen Erzbistum Ermland in der polnischen katholischen Kirche.

## Verkehr
Wymysły ist über einen Landweg von Szestno (Seehesten) aus zu erreichen. Eine Bahnanbindung existiert nicht.